# Генералисимус
Генералисимус или генералисим је највиша војна титула (чин), виша у односу на фелдмаршала, маршала и других генерала са пет звездица. У армији Сједињених Америчких Држава, еквивалент му је звање генерала војске САД, ранг са шест звездица.

## Употреба
Реч „генералисимус“ је италијанског порекла, од кованице Генерале и латинског суфикса -иссимус  што у преводу значи највиши могући генерал или узвишени генерал.
Установљен у Француској 1569. за команданта оперативне војске. Касније уведен у армијама Аустрије, Русије и др. Додељивао се војсковођама, врховним командантима, односно главнокомандујућима свих оружаних снага, за изузетне заслуге у рату.
Корејски назив за ово звање је велики маршал (대원수 - Dae wonsu).
Неки од најпознатијих генералисимуса су: 
- Чанг Кај Шек,
- Јосиф Стаљин,
- Мао Цедунг,
- Франциско Франко,
- Ким Ил Сунг,
- Александар Суворов,
- Ким Џонг Ун.

Последњи постхумно проглашени генералисимус је бивши лидер Северне Кореје, Ким Џонг Ил, 14. фебруара 2012.
На 90. рођендан оснивања Корејске Народне Армије, Централни комитет Комунистичке партије Кореје унапредио је Ким Џонг Уна у највиши чин генералисимуса. Овим унапређењем он је постао најмлађи генералисимус на свету.

## Еполете генералисимуса разних земаља

### Активни чинови
- Генералисимус Демократске Народне Републике Кореје

### Бивши чинови
- Генералисимус Совјетског Савеза
- Генералисимус Народне Републике Кине
- Генералисимус Републике Кине[а]
- Генералисимус Јапанског царства
- Генерал војске САД[б]

## Занимљивости
Иако су многи владари новијег доба проглашени за генералисимусе, ово звање су прихватили само Чанг Кај Шек, Франсиско Франко и Ким Ил Сунг, док су Јосиф Стаљин и Мао Цедунг прихватили звање, али се никад јавно нису декларисали са овом титулом. 